# 亨特 (紐約州利文斯頓縣)
亨特（英語：Hunt）是位於美國紐約州利文斯頓縣的普查規定居民點。

## 人口
根據2020年美國人口普查的數據，亨特的面積為0.31平方千米，皆為陸地。當地共有人口62人，而人口密度為每平方千米200人。